# Université australe du Chili

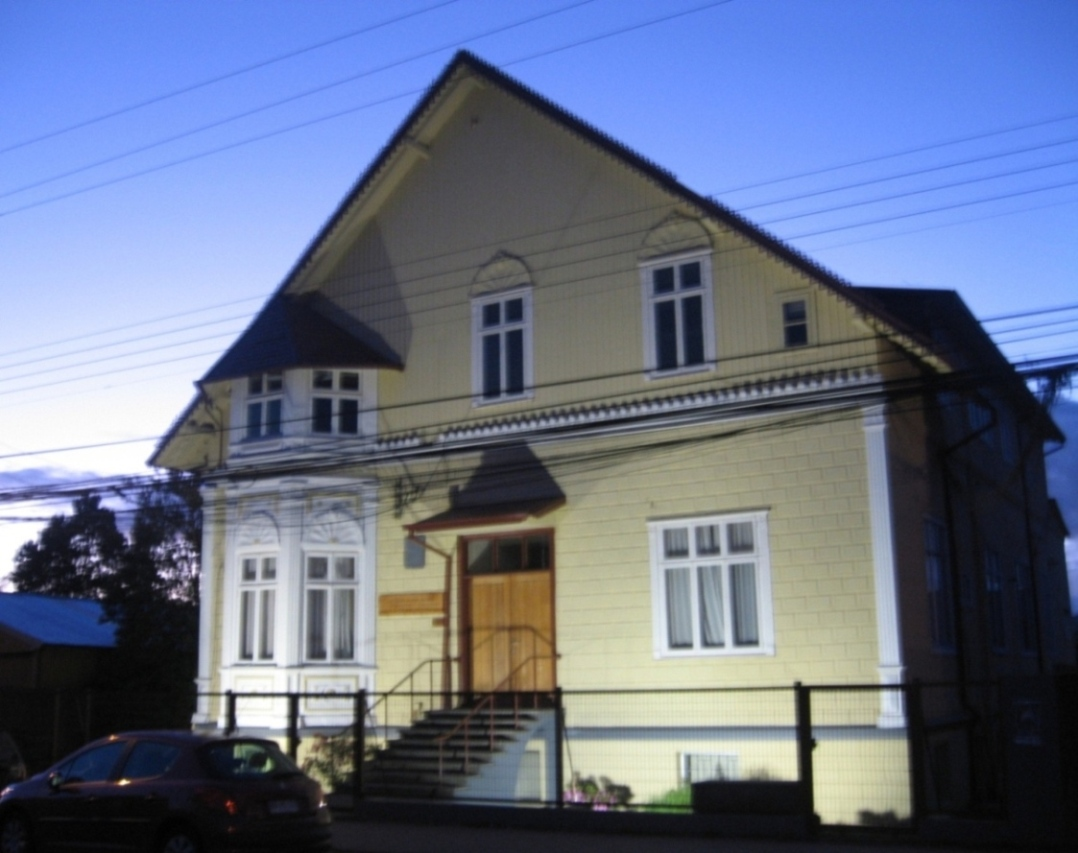
Centre d'éducation continue de l'Université Australe du Chili

L'université australe du Chili (en espagnol : Universidad austral de Chile ou UACh), fondée par l'État chilien le 7 septembre 1954, est une université de recherche située à Valdivia. L'université australe du Chili est l'université la plus ancienne du Chili au sud de Concepción.

## Campus
L'Université Australe du Chili possède plusieurs campus:
- Valdivia
  - Campus Isla Teja (campus principal et historique)
  - Campus Miraflores
- Campus Médical d'Osorno
- Site de Puerto Montt
- Campus Patagonie, Coyhaique

## Formations
L'Université forme des professionnels dans différents domaines

### Formation universitaire de premier niveau

#### À Valdivia
- Administration des entreprises de tourisme
- Administration Publique
- Agronomie
- Anthropologie
- Architecture
- Art musicales et sonore
- Auditoire
- Baccalauréat en science de l'ingénieur
- Biologie Marine
- Biochimie
- Création audiovisuelle
- Droit
- Design
- Infirmier
- Géographie
- Géologie
- Génie alimentaire
- Ingénieur en conservation des ressources naturelles - Ingénierie forestière
- Ingénieur commercial
- Ingénieur civil acoustique
- Ingénieur civil électronique
- Ingénieur civil en informatique
- Ingénieur en génie civil
- Ingénieur civil industriel
- Ingénieur civil mécanique
- Ingénieur en construction
- Ingénierie navale
- Interprétation musicale
- Kinésithérapie
- Licence en sciences avec mention
- Licence en arts visuels
- Médecine
- Médecine vétérinaire
- Obstétrique et puériculture
- Odontologie
- Pédagogie de communication en langue anglaise
- Pédagogie en Éducation physique, sports et loisirs
- Pédagogie en éducation préscolaire
- Pédagogie en histoire et sciences sociales
- Pédagogie du langage et de la communication
- Journalisme
- Psychologie
- Chimie et pharmacie
- Technologie médicale
- Thérapie occupationnelle

#### À Puerto Montt
- Administration publique
- Archéologie
- Droit
- Infirmière
- Audiologie
- Ingénierie environnementale
- Ingénieur Civil industriel
- Ingénieur commercial
- Ingénieur en information et en contrôle de gestion
- Psychologie
- Pédagogie  en éducation basique
- Pédagogie  en éducation différentielle
- Pédagogie en éducation pré-scolaire
- Pédagogie en mathématique
- Technologie médicale
- Thérapie occupationnelle
- Travailleur social

#### À Coyhaique
- Baccalauréat en science de l'ingénieur
- Baccalauréat en sciences et ressources naturelles
- Pédagogie  en éducation basique

### Formations de niveau Maîtrise

#### Faculté d'architecture et d'arts
- Design en environnement durable

#### Faculté des sciences
- Biotechnologie biochimique
- Écologie appliquée
- Sciences, mention génétiques
- Sciences, mention microbiologique
- Sciences, mention ressources hydrique
- Paléontologie

#### Faculté des sciences des forêts et des environnements naturels
- Sciences, mention forêt et environnement naturel

#### Faculté des sciences Agraires
- Sciences des aliments
- Sciences des sols
- Sciences végétales
- Sciences, mention production animale
- Développement rural

#### Faculté des sciences vétérinaire
- Science animale
- Science, mention santé animale
- Professionnel en médecine vétérinaire préventive

#### Faculté des sciences de l'ingénieur
- Acoustique et vibrations
- Ingénieur mécanique et matériaux
- Informatique
- Ingénierie Navale et des océans

#### Faculté des sciences économiques et administratives
- Administration des entreprises (MBA)
- Développement à échelle humaine et économie écologique
- Gestion et innovation dans le tourisme

#### Faculté des sciences juridiques et sociales
- Droit
  - Mention droit public
  - Mention droit privé
  - Mention droit pénal et droit des procédures pénales
- Culture juridique

#### Faculté de philosophie
- Communication
- Développement rural
- Éducation mention politique et gestion éducative
- Littérature contemporaine ibéro-américaine
- Histoire du temps présent

#### Faculté de médecine
- Neurosciences
- Science de la santé
- Science mention pathologique
- Méthodologie clinique et épidémiologique pour la pratique de la médecine

#### Site de Puerto Montt
- Environnement et biosécurité
- Psychologie clinique des adultes: perspectives critiques contemporaine
- Nutrition en aquaculture

Dr

### Doctorat

#### Faculté des sciences
- Biologie Marine
- Sciences mention biologie cellulaire et moléculaire
- Sciences mention écologie et évolution
- Sciences mention microbiologie

#### Faculté des sciences agraires
- Sciences agraires

#### Faculté des sciences des forêts et des environnements naturels
- Écosystèmes forestier et de l'environnement naturel

#### Faculté des sciences juridiques et sociales
- Droit, mention constitutionalisme et droit

#### Faculté de philosophie
- Sciences humaines, mention discours et culture
- Communication

#### Faculté de médecine
- Médecine

#### Faculté des sciences vétérinaire
- Sciences vétérinaire

#### Site de Puerto Montt
- Sciences de l'aquaculture